# Прапор Коломацького району
Пра́пор Коло́мацького райо́ну — офіційний символ Коломацького району Харківської області, затверджений 23 лютого 2000 року рішенням сесії Коломацької районної ради.

## Опис
Прапор являє собою прямокутне синє полотнище, що має співвідношення сторін 2:3, в центрі якого міститься герб району та напис «Коломацький район».
Герб виглядає як перетятий геральдичний щит, у верхньому лазуровому полі якого розміщено герб Харківської області, а в нижньому золотому полі з зеленою базою розташована червона фортеця з відчиненою брамою.